# Ascuris Planum
Ascuris Planum és una formació geològica de tipus planum a la superfície de Mart, localitzada amb el sistema de coordenades planetocèntriques a 43.94 latitud N i 286.24 ° longitud E, que fa 617.66 km de diàmetre. El nom va ser aprovat per la UAI l'any 1991 i fa referència a una característica d'albedo.